# باغ جنت
باغ جنت از باغ‌های دورهٔ قاجار است که در غرب شیراز واقع شده است. بانی این باغ ابوالحسن خان مشیرالملک بود که آن را حدود سال ۱۲۶۰ قمری (۱۲۲۳ خورشیدی) ساخته است. مساحت کل این باغ ۵۴ هکتار می‌باشد. در گذشته عمارتی درون باغ موجود بوده که امروزه تخریب شده است.

## پیشینه
باغ جنت به دستور ابوالحسن خان مشیرالملک، وزیر فارس در دوره محمدشاه، در حدود سال ۱۲۶۰ قمری (۱۲۲۳ خورشیدی) بنا شد. در این باغ سابقاً عمارتی مرغوب وجود داشت که امروزه از بین رفته است. مؤلف فارسنامه ناصری دربارهٔ باغ جنت می‌نویسد «باغ جنت از بناهای حاج میرزا ابوالحسن خان مشیر الملک است. در سال هزار و دویست و شصت و اند در صحرای کشن فرسخی مغربی شهر شیراز از حصاری از چینه کشد و انواع درخت‌ها را در آن کاشت و عمارتی لایق در کنار آن بساخت.»

## امکانات
از ویژگی‌های بارز این باغ زیبا، آبنماهای سراسری، سروهای بلند و زیبا، چمنکاری و گلکاری در سراسر باغ و همچنین ایجاد کمپ نوروزی در قسمتی از باغ می‌باشد.
علاقمندان به ورزش مفرح دوچرخه سواری نیز می‌توانند از فضای این باغ که در خود پیست مخصوصی را هم جای داده، استفاده شایانی بنمایند.
همچنین به گفته شهردار منطقه چهار شیراز این پارک برای معلولان بهسازی شده است.

## طرح بهسازی
طرح بهسازی باغ جنت در فضائی به وسعت ۲۷ هکتار اجرا شده و هزینه آن بالغ بر ۱۲ میلیارد ریال بوده است. مساحت کل باغ جنت ۵۴ هکتار می‌باشد که ۲۷ هکتار آن متعلق به شهرداری است وهم اکنون ۱۱ هکتار آن زیباسازی شده است. همچنین طرح ایجاد استخر باغ نیز در حال انجام است.